# Agustí Cerdà i Argent
Agustí Cerdà i Argent (Canals, la Costera, 8 de desembre de 1965) és un polític valencià, president d'Esquerra Republicana del País Valencià des de la seua refundació al setembre de l'any 2000 fins al 2016.

## Trajectòria política
En la seua joventut va ser membre del secretariat permanent del Bloc d'Estudiants Agermanats (BEA) de 1983 a 1988 i membre fundador de l'Assemblea d'Estudiants Nacionalistes (AEN). El 1985 ingressa en el Moviment de Defensa de la Terra i posteriorment ingressa en el Partit Socialista d'Alliberament Nacional (PSAN) el 1985 romanent en ell fins al 1993 i arribant a formar part de la seua executiva. Durant aquest període és un dels fundadors de l'organització independentista juvenil Maulets.
El 1987 va ser contractat per la Fundació Ausiàs March, entitat organitzadora dels Premis Octubre, per a ocupar-se de la classificació de 10.000 documents que formen l'arxiu actual dels Moviments Socials i Obrers, el més important fons documental sobre els moviments socials i polítics valencians.
És membre d'Acció Cultural del País Valencià (ACPV) des de 1984, associació de la qual va arribar a ser gerent entre 1992 i 1996 i del butlletí de la qual es va fer càrrec com a director a l'octubre de 1989. També ha estat coordinador del Casal Jaume I de la ciutat de València. És membre de la Societat Catalana de Geografia, de l'associació Ca Revolta i de la Societat Coral El Micalet.
En 1992 va ser detingut per ordre del jutge de l'Audiència Nacional Carlos Bueren per presumptes vinculacions amb l'organització armada Terra Lliure. Cerdà militava i era membre de l'executiva de Catalunya Lliure. Es trobava a Canals (València) quan va ser arrestat. Fou posat en llibertat sense càrrecs poc després per manca de proves.
El 5 de maig de 1995 va ser un dels encarregats de l'organització d'una manifestació a València entorn de la plataforma cívica Bloc de Progrés Jaume I. El 1997 inaugura el que seria el primer dels vint-i-cinc Casals Jaume I, el d'Alacant. El 1999 funda, juntament amb altres personalitats provinents del Bloc de Progrés Jaume I, el Front pel País Valencià, organització que concorrerà a les eleccions espanyoles de 2000 coaligada amb Esquerra Republicana, llista en la qual va anar com número u per la circumscripció de València.
Al juliol de 2000 el Front pel País Valencià es fusiona amb la federació valenciana d'ERC. Al setembre del mateix any es crea Esquerra Republicana del País Valencià, fruit de la unificació del Front amb ERC. En aquell Congrés Fundacional, va ser elegit president d'ERPV i com a tal és també membre de les executives nacional i permanent del partit. Va ser cap de llista per València en les eleccions valencianes de 2003 i en les eleccions generals espanyoles de 2004 es va presentar per la circumscripció de Barcelona, obtenint l'acta de diputat al Congrés espanyol gràcies a la renúncia del cap de llista Josep Lluís Carod-Rovira. Durant aquella legislatura, va ser president de la Comissió Mixta de Relacions amb el Defensor del Poble, portaveu a la Comissió de Justícia i a la Comissió d'Interior.
Des d'aleshores, s'ha presentat com a cap de llista d'ERPV en les eleccions valencianes de 2007 i 2011.
En gener de 2012, durant el V Congrés de la formació, va ser reelegit president d'ERPV amb el suport del 79,3% dels militants.